# Companyia de la Badia de Hudson
La Companyia de la Badia de Hudson (en anglès:Hudson's Bay Company, en francès:Compagnie de la Baie d'Hudson), abreujadament HBC, o "The Bay" ("La Baie" en francès) és la corporació comercial més antiga d'Amèrica del Nord i una de les més antigues del món. Va ser creada pel Regne Unit el 1670 com The Governor and Company of Adventurers of England trading into Hudson's Bay. Actualment té la seu al Canadà concretament a Toronto, legament ha adoptat el nom curt.
En temps passats era de facto el govern de parts d'Amèrica del Nord abans d'establir-s'hi colònies d'europeus. Durant molt de temps tenia els seus quarters generals a York Factory de Manitoba a la Badia de Hudson, la Companyia contol·lava el comerç de pells aviat establí relacions amb els amerindis de les First Nations dels Estats Units.
Amb el declivi del comerç de pells la Companyia entrà dins del negoci del comerç mercantil.

## Història
Al segle xvii França tenia el monopoli del comerç de pells al Canadà, dels amerindis Cree tingueren notícia que les millors pell es trobaven al voltant del Llac Superior però el secretari d'estat francès Jean-Baptiste Colbert, preferia promoure l'agricultura a la zona. Els comerciants de pells francesos Radisson i des Groseilliers s'uniren a omes de negocis de Boston, Massachusetts per cercar finançament a les seves operacions a conseqüència d'això dos vaixells anglesos Nonsuch i Eaglet, exploraren les possibilitats de comerç a la Badia de Hudson l'any 1668. Els forts i els llocs comercials establerts per la Companyia van ser sovint objecte d'atacs per part dels francesos.
El 1821, es fusionaren la North West Company de Mont-real i la Companyia de la Badia de Hudson i el seu territori arribà a l'oceà Àrtic. La seva zona comercial cobria 7 770 000 km² i tenia 1.500 empleats.:8–23
Actualment, la Companyia és una de les més grans xarxes comercials del Canadà amb botigues per tot el país, que venen productes molt variats. Els ingressos estimats de la companyia per a l'any 2009 són de 7 bilions de dòlars canadencs.